# Ungulats
Els ungulats (en referència a les seves peülles) són diversos grups de mamífers la majoria dels quals utilitza la punta dels dits (normalment amb peülles) per sostenir la totalitat del seu pes corporal quan es mouen. Inclouen diversos ordres, dels quals en sobreviuen entre sis i vuit. Hi ha una certa polèmica sobre si els ungulats són un grup cladístic (amb un trajecte evolutiu comú) o simplement un grup fenètic (similars, però no necessàriament relacionats), perquè sembla que els ungulats no estan tan estretament relacionats com abans es creia.
Alguns exemples coneguts d'ungulats actuals són el cavall, la zebra, l'ase, la vaca, el rinoceront, l'hipopòtam, la cabra, el porc, el xai, la girafa, el cérvol, el tapir, l'antílop i la gasela.